# النا (نام خانوادگی)
نام خانوادگی النا می‌تواند به موارد زیر اشاره داشته باشد:
- استیو النا، بازیکن فوتبال اهل فرانسه
- دنیل النا، کمک‌راننده رالی اهل موناکو
- رمون النا، دوچرخه‌سوار اهل فرانسه
- مارسلینو النا، بازیکن فوتبال اهل اسپانیا